# Груздь чёрный
Чёрный груздь (лат. Lactárius nécator) — гриб рода Млечник (лат. Lactarius) семейства Сыроежковые (лат. Russulaceae). 
Синонимы
- Русские: оливково-чёрный груздь, чернушка, черныш, чёрная дуплянка, чёрные губы, цыган, чёрный еловый груздь, оливково-коричневый груздь, варен, свинорыл.
- Латинские
  - Agaricus necator Bull., 1781basionym
  - Galorrheus necator (Bull.: Fr.) Fr., 1825
  - Agaricus turpis Weinm., 1828
  - Lactarius turpis (Weinm.) Fr., 1838
  - Lactifluus turpis (Weinm.) Kuntze, 1891
  - Agaricus plumbeus Bull., 1786
  - Lactarius plumbeus (Bull.: Fr.) Gray, 1821
  - Lactarius turpis var. plumbeus (Bull.: Fr.) Cooke, 1883 и др.

## Описание

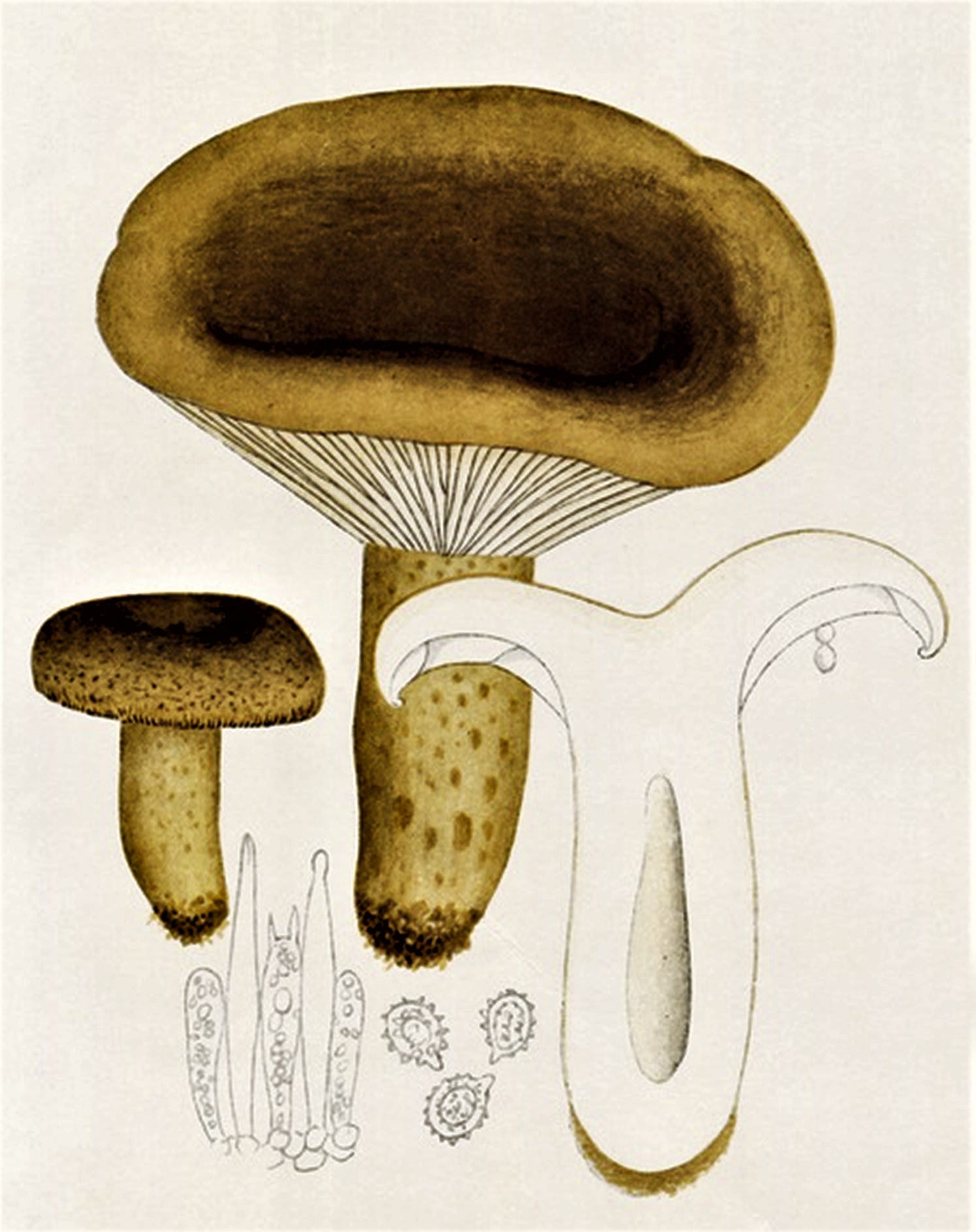

Шляпка ∅ 7—20 см, плоская, в центре вдавленная, иногда широковоронковидная, с завёрнутым вовнутрь войлочным краем. Кожица во влажную погоду слизистая или клейкая, со слабозаметными концентрическими зонами или без них, тёмно-оливкового цвета.
Мякоть плотная, ломкая, белая, на разрезе приобретающая серый цвет. Млечный сок обильный, белого цвета, с очень едким вкусом.
Ножка 3—8 см в высоту, ∅ 1,5—3 см, к низу суженная, гладкая, слизистая, одного цвета со шляпкой, вверху иногда более светлая, вначале сплошная, затем полая, иногда с углублениями на поверхности.
Пластинки нисходящие по ножке, вильчато-разветвлённые, частые и тонкие.
Споровый порошок бледно-кремового цвета.

### Изменчивость
Цвет шляпки может варьировать от темно-оливкового до желтовато-бурого и тёмно-бурого. Центр шляпки может быть темнее, чем края.

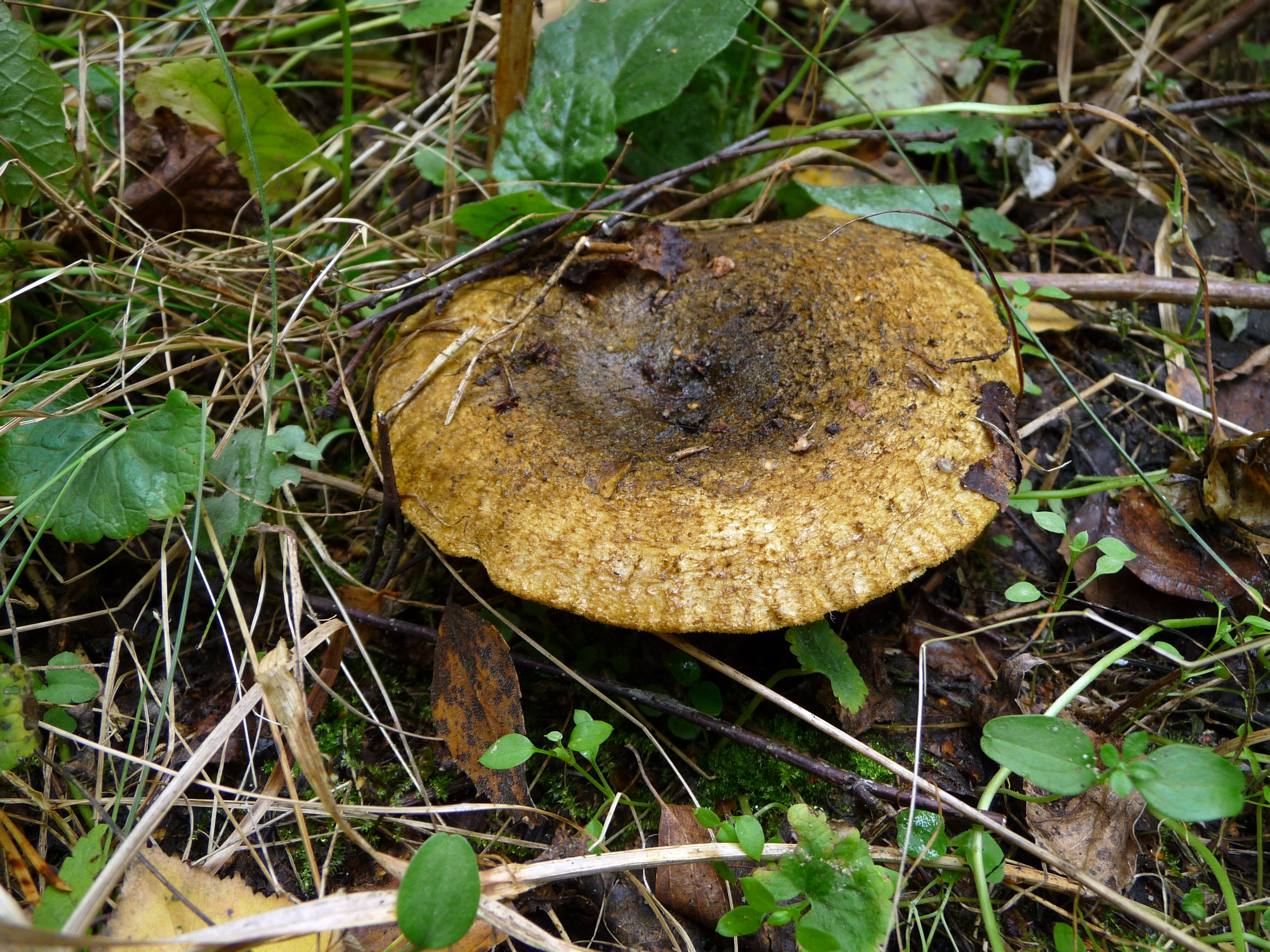
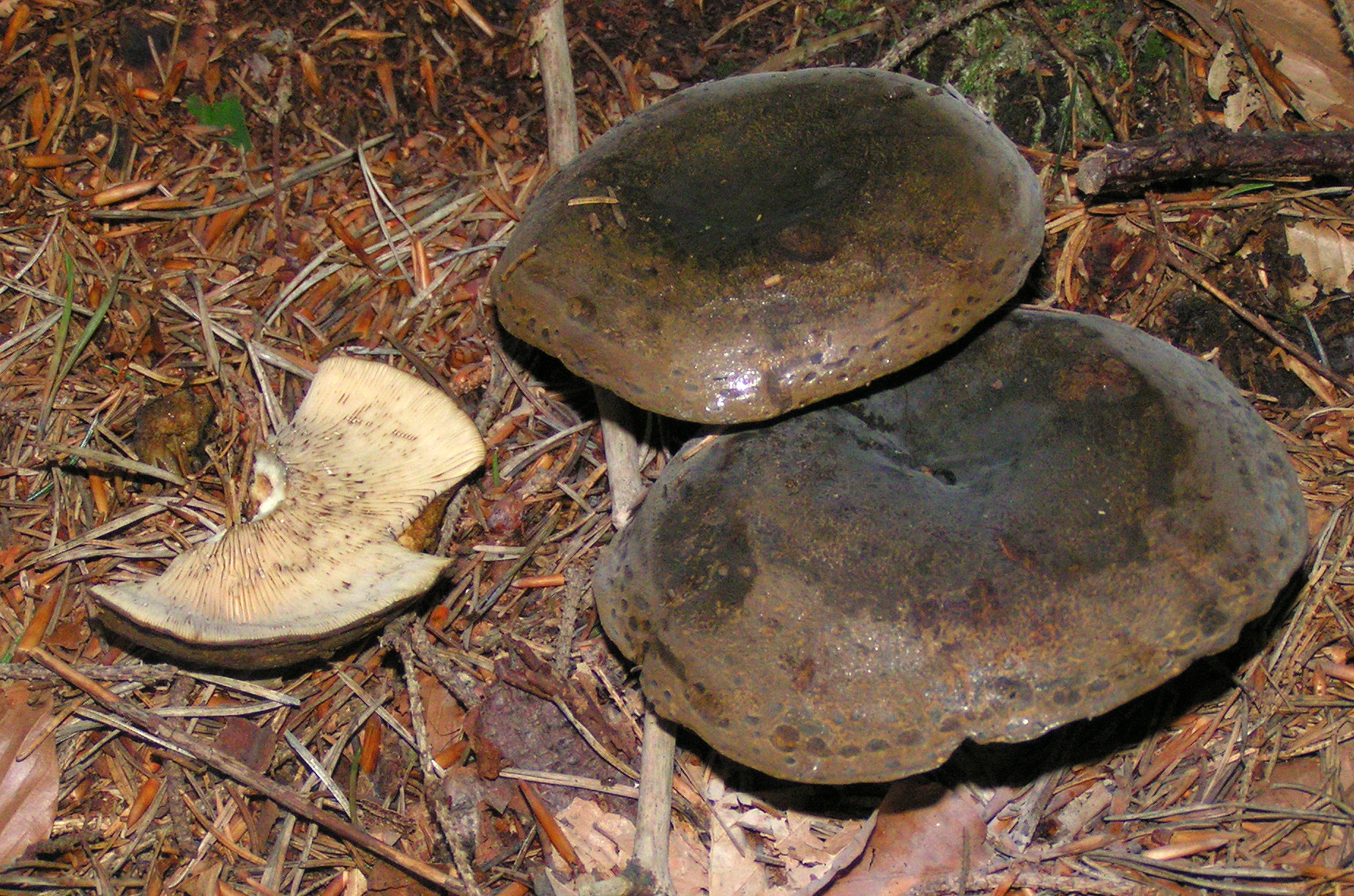
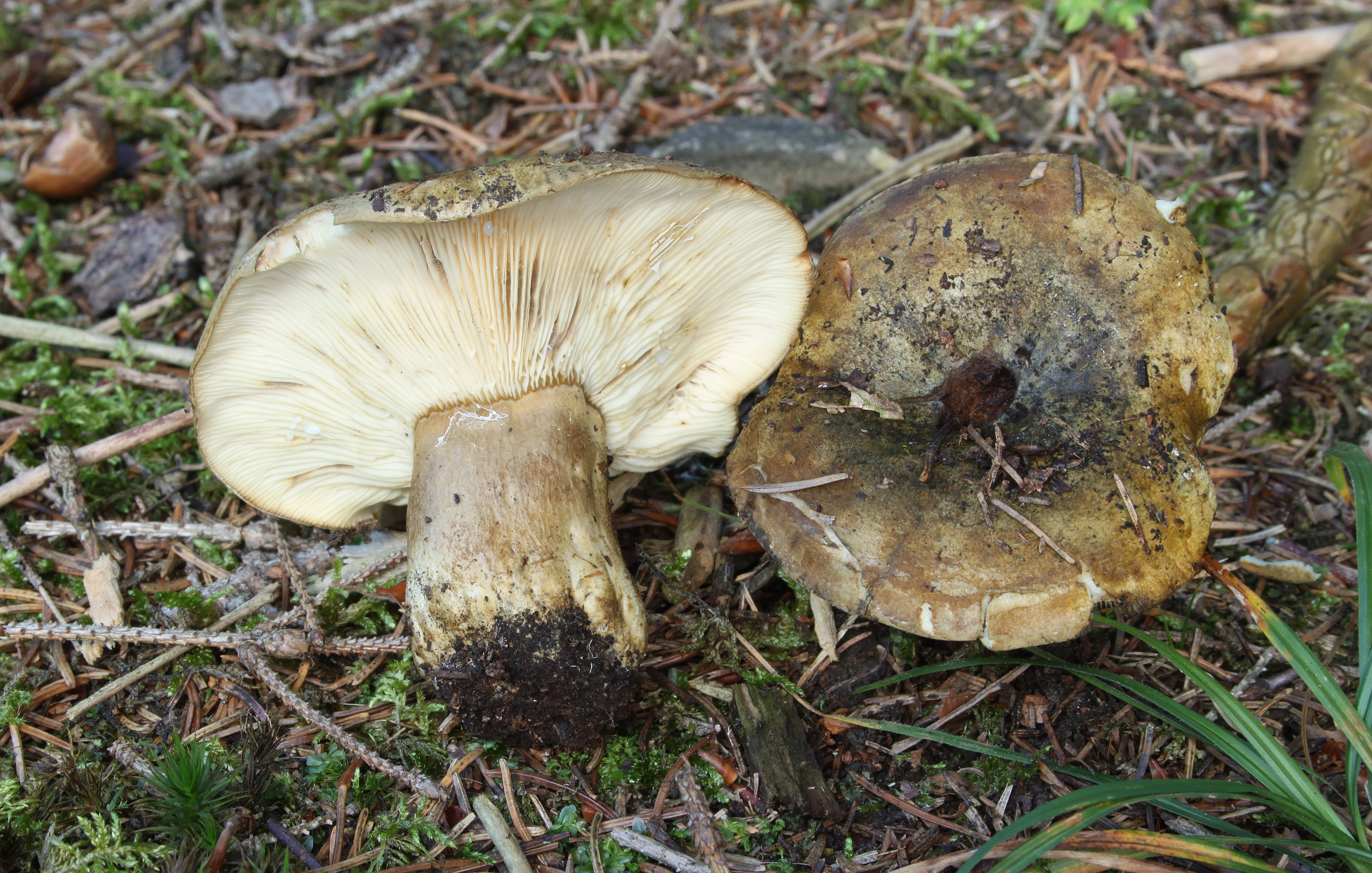
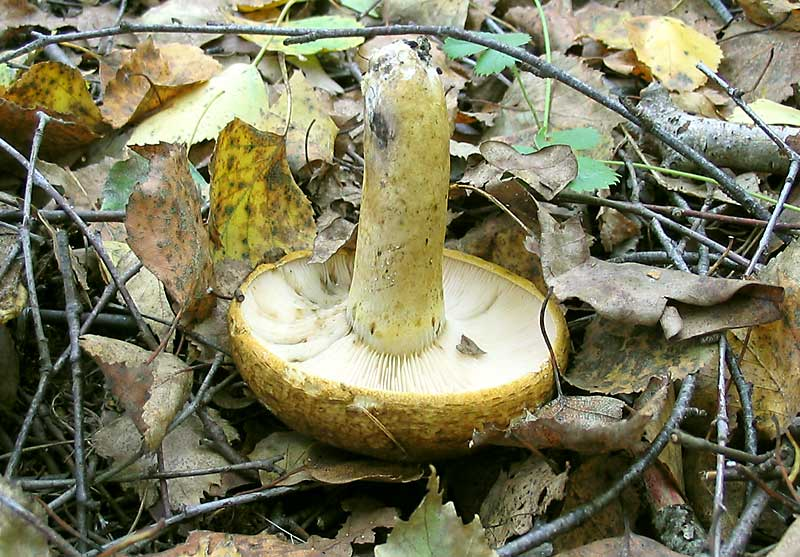

## Экология и распространение
Образует микоризу с берёзой. Произрастает в смешанных лесах, березняках, обычно большими группами во мху, на подстилке, в траве, в светлых местах и у лесных дорог. 

Сезон с середины июля до середины октября (массово с середины августа до конца сентября).

## Пищевые качества
Условно-съедобный гриб; используется, как правило, солёным или свежим во вторых блюдах. В солёном виде приобретает фиолетово-бордовый цвет. Перед приготовлением требует обработки для удаления горечи (отваривание или вымачивание).

### Токсичность
По данным отдельных источников, чёрный груздь содержит мутаген некаторин (7-гидроксикумаро(5,6-c)хинолин) в концентрации от 3 до 20 мг/кг. При отваривании (сопутствующем горячей засолке) в грибах остаётся 25 % от исходного количества некаторина. По этой причине в некоторых справочниках гриб больше не относится к съедобным. С конца XX века его всё чаще относят к ядовитым, причём при отсутствии видимых симптомов отравления сразу после употребления в пищу предполагается, что скрытый вред организму наносится на протяжении длительного времени.
При этом мутагенность самого некаторина по результатам других исследований не нашла своего подтверждения.